# كهف أخشتيرسكايا
كهف أخشتيرسكايا (بالروسية: Ахштырская пещера) هو موقع أثري بارز في غرب القوقاز. يقع على الجانب الأيمن من مضيق أخشتيرسكايا لنهر مزيمتا بالقرب من منطقة أدلرسكي في سوتشي، كراسنودار كراي، روسيا. اكتُشف في سبتمبر 1903 من قبل إدوارد مارتل وغابرييل ريفينكو، أحد سكان قرية كازاتشي برود المجاورة. سُمي الكهف على اسم قرية أختشتير المحلية والاسم البديل بعد قرية كازاتشي برود.

## معرض الصور

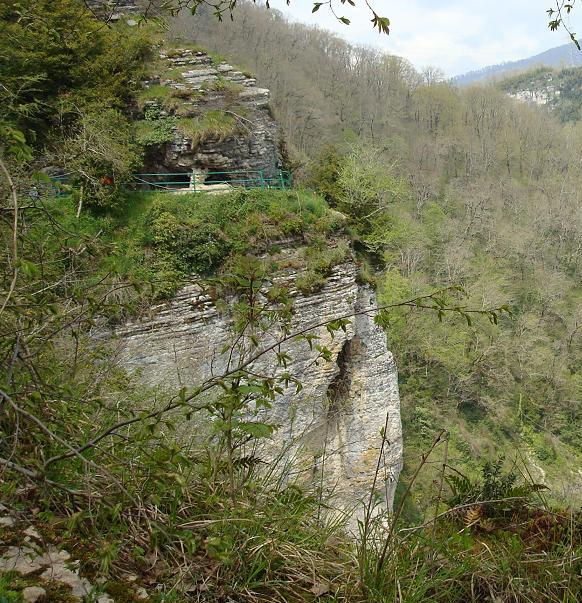
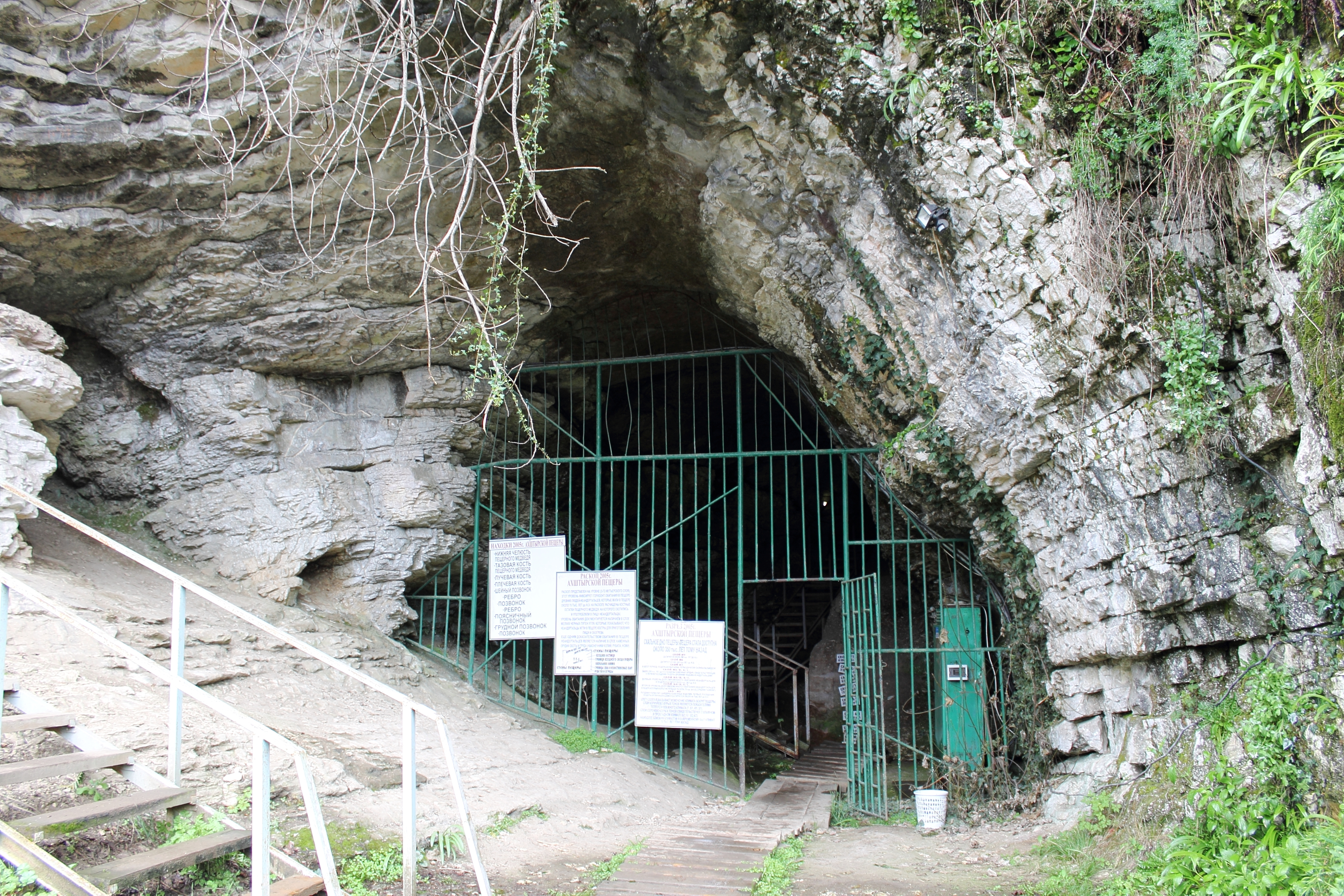
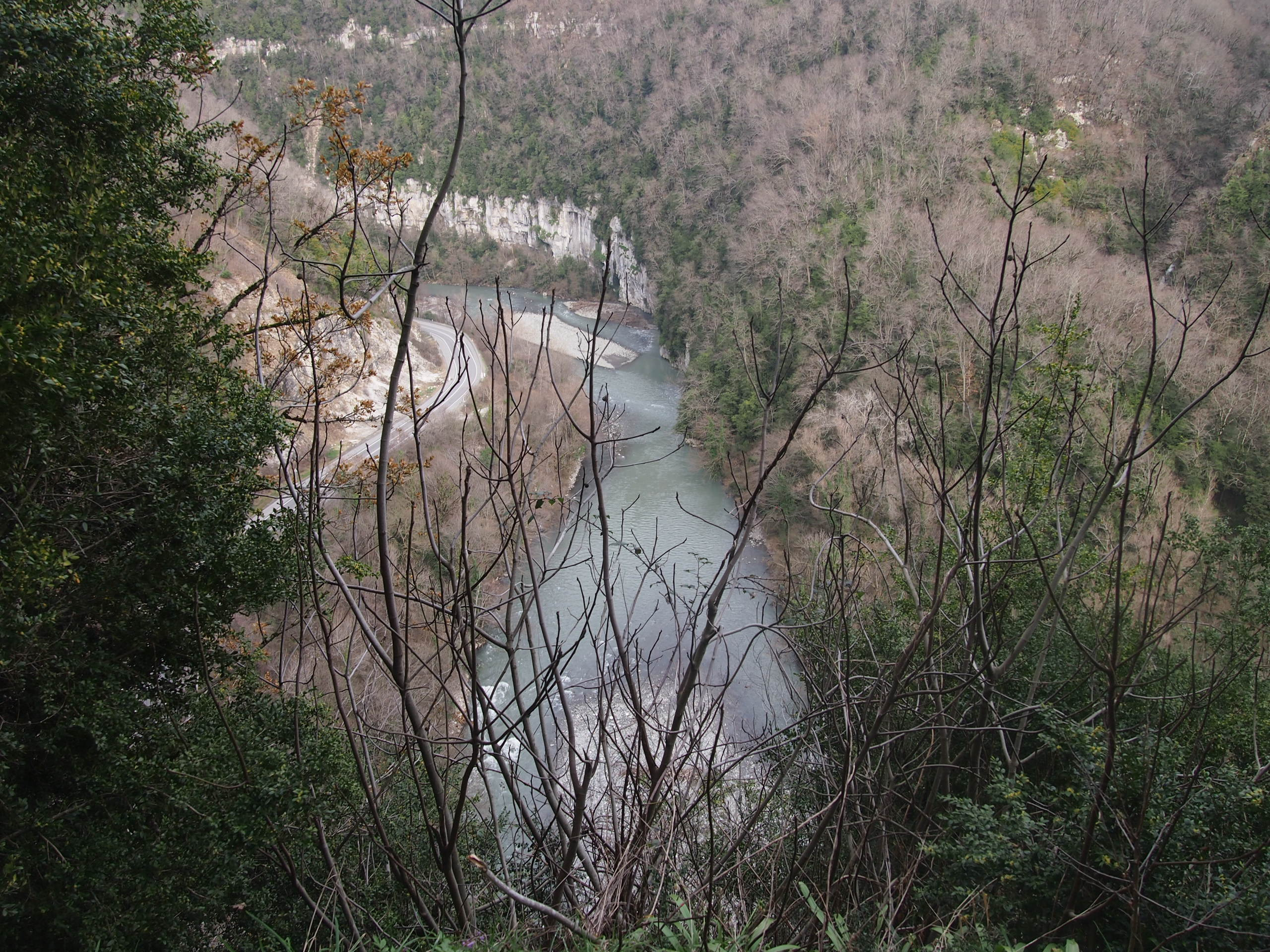
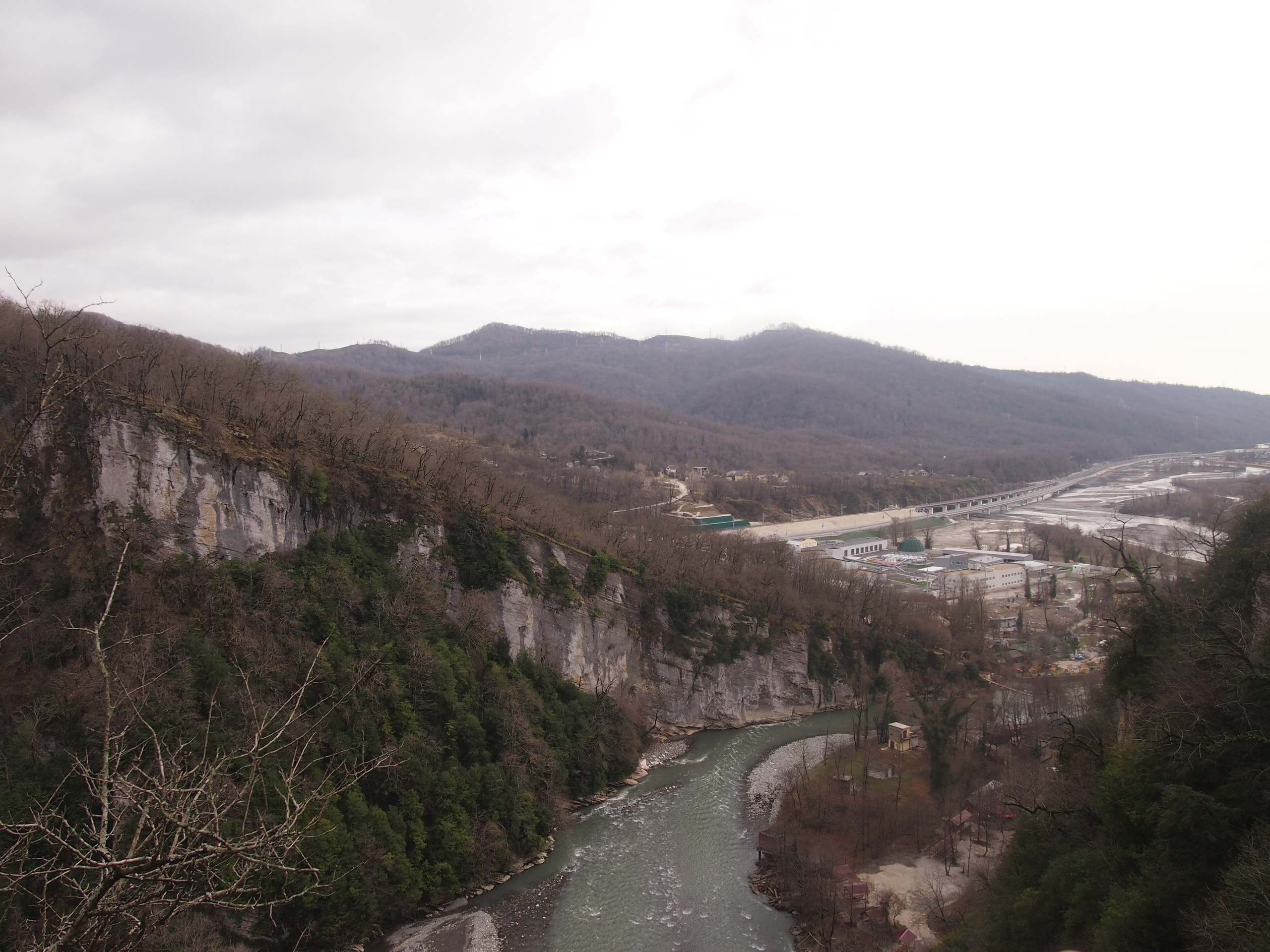
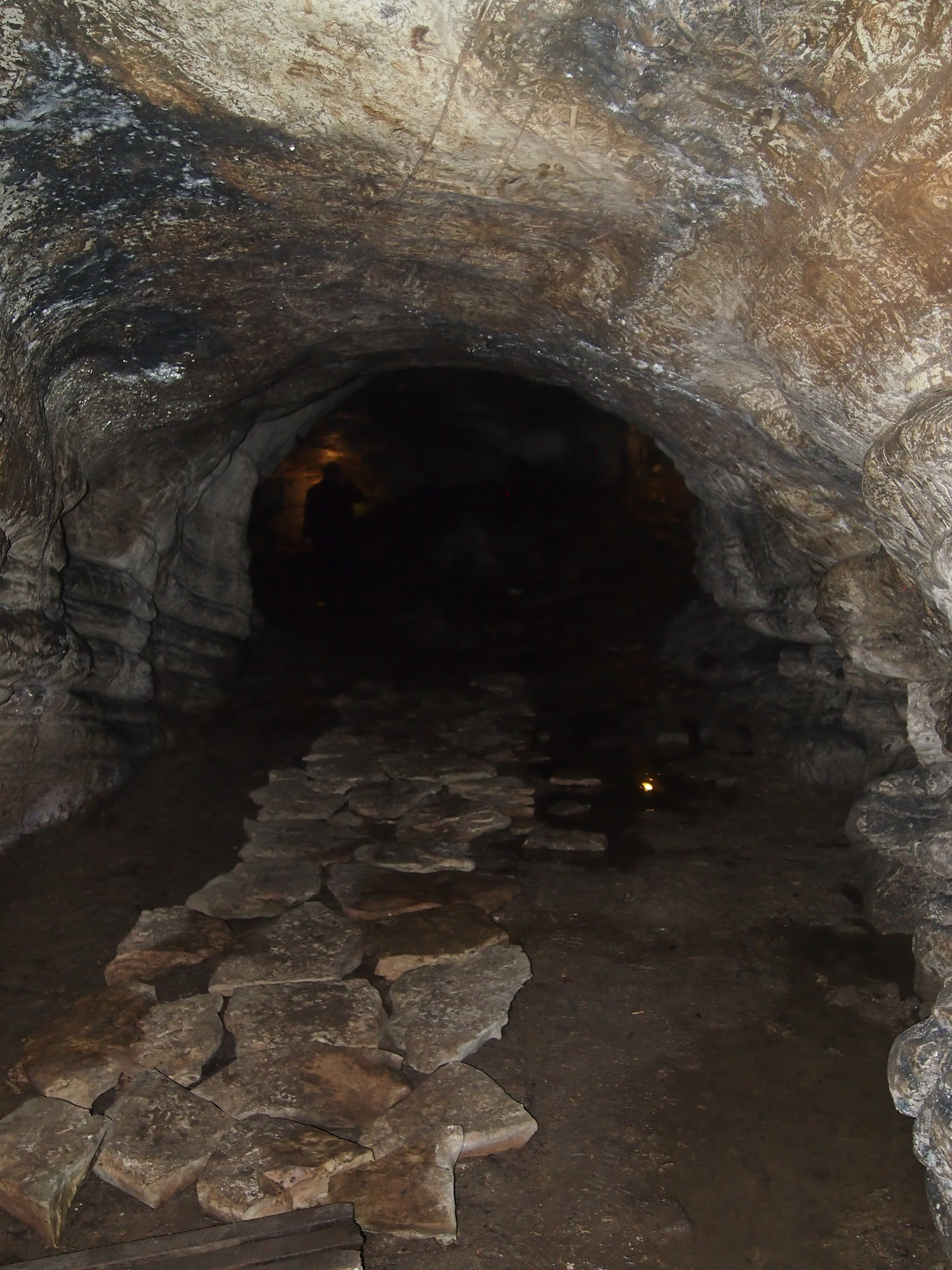
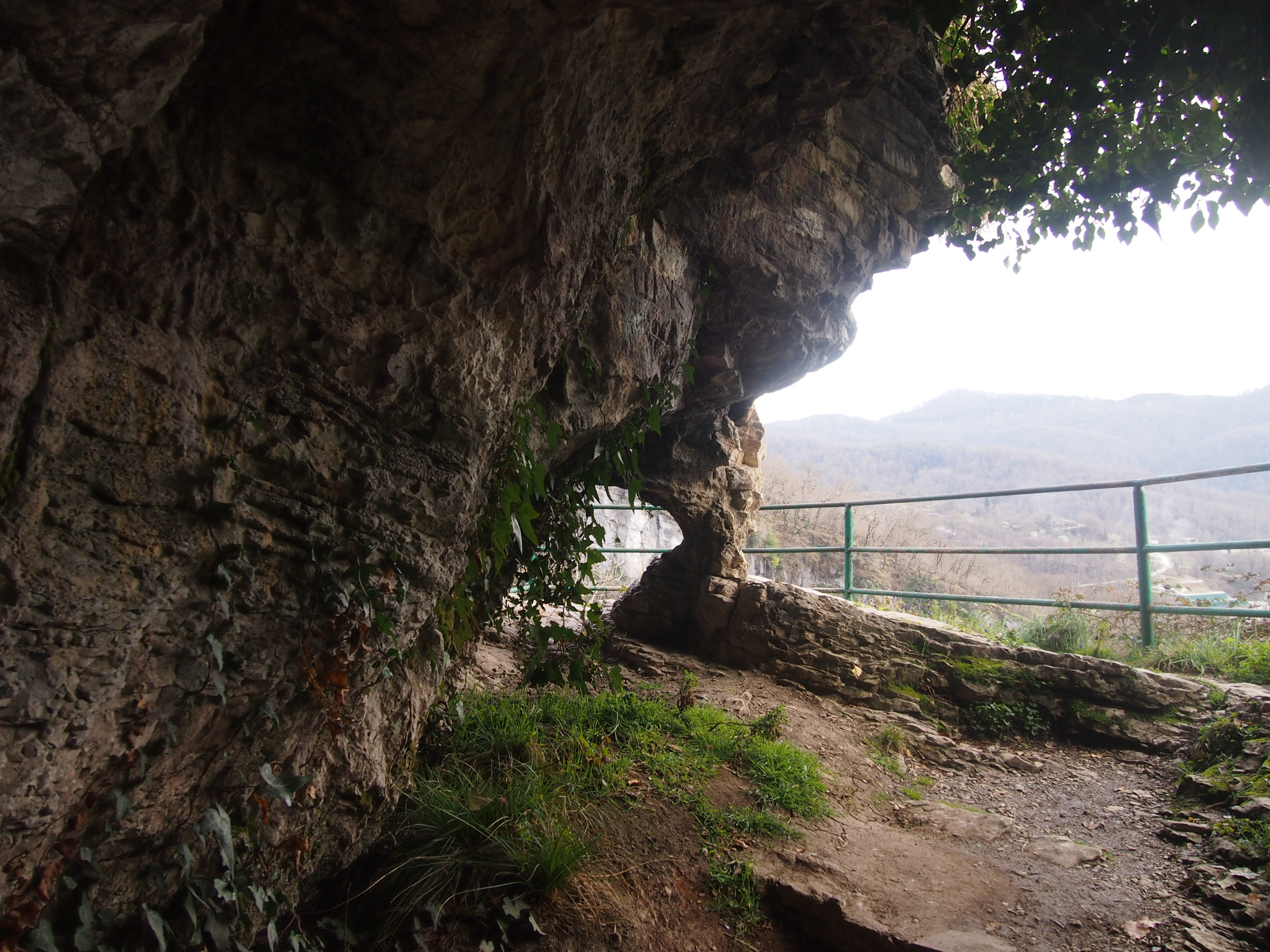
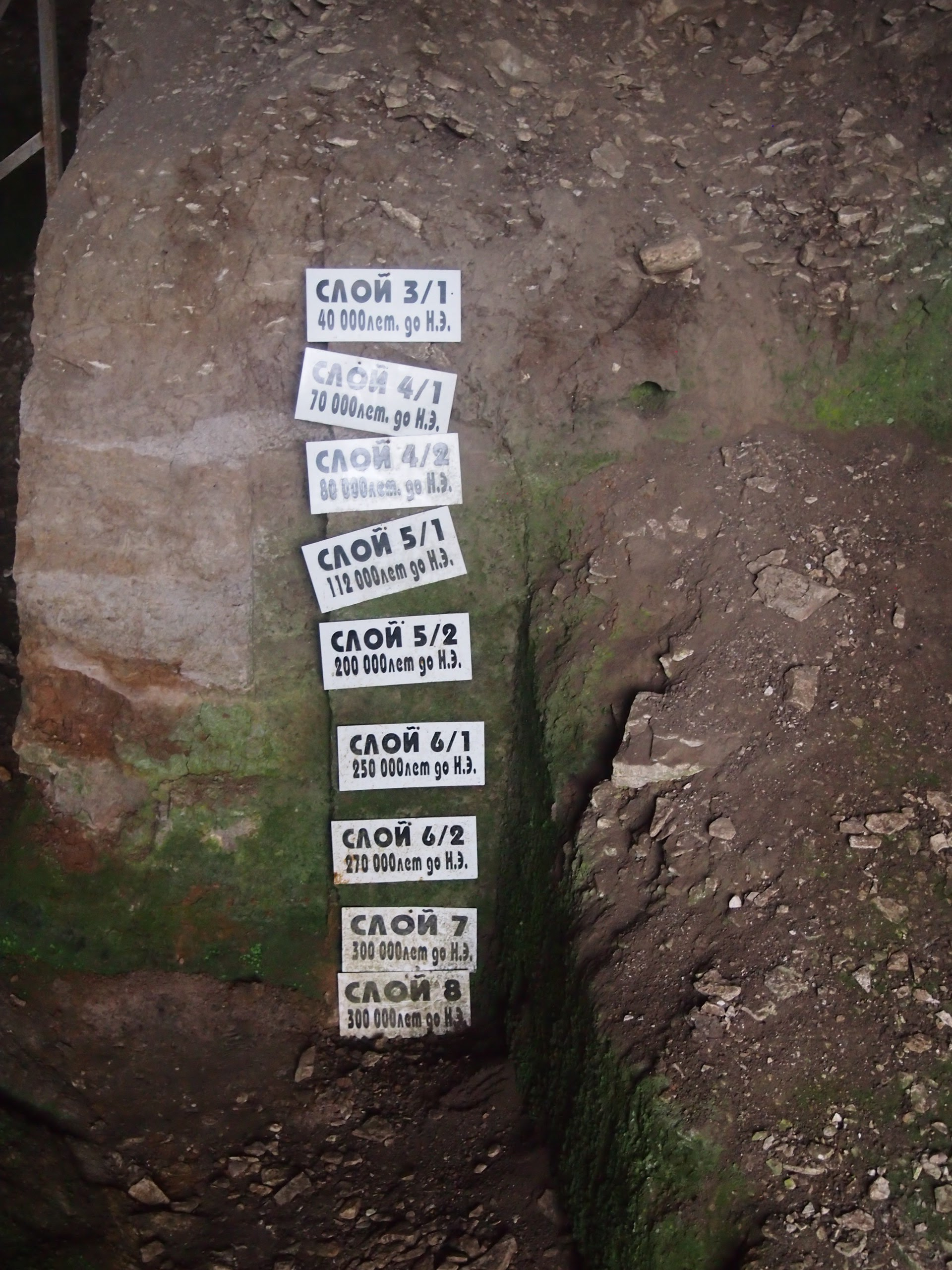

صور الكهف والمنطقة المجاورة

## وصلات خارجية
- Secrets Ahshtyrskaya cave
- Magnetic, paleomagnetic and palynologic studies of Paleolithic depositions of the Akhshtyrskaya Cave (Russia)